# Golpe de Estado en Cuba de 1933
El golpe de Estado en Cuba de 1933 o Revuelta de los sargentos fue un conflicto armado encabezado por una fracción rebelde del ejército, en La Habana, Cuba, comandada por el entonces sargento Fulgencio Batista, con la intención de deponer de la presidencia al presidente provisional  Carlos Manuel de Céspedes y Quesada. La revuelta fue apoyada por varios políticos no afines con el nuevo gobierno provisional, destacando el Dr. Ramón Grau San Martín, futuro presidente de la República. Comenzó como una revuelta de sargentos y soldados del ejército, que pronto se alió con activistas estudiantiles en el Directorio Estudiantil Universitario. 
Las políticas autoritarias del general Gerardo Machado y la crisis de 1929 sumieron a Cuba en una de las peores crisis económicas y sociales que tuvo la isla, lo que generó diversas manifestaciones de estudiantes y de trabajadores que obligaron a Machado a renunciar y marchar al exilio.
A su caída, quedó como presidente provisional Carlos Manuel de Céspedes y Quesada, quien también tuvo que renunciar cuando, en septiembre de 1933, Fulgencio Batista encabeza la Sublevación de los Sargentos, tomando el control del país y estableciéndose, tras una efímera Pentarquía, el Gobierno de los Cien Días (1933-1934), el cual también terminaría siendo derrocado, en enero de 1934, por el ya coronel Batista. El líder de la revuelta, el sargento Fulgencio Batista, se convirtió en jefe de las fuerzas armadas e inició un largo período de influencia en la política cubana.

## Antecedentes

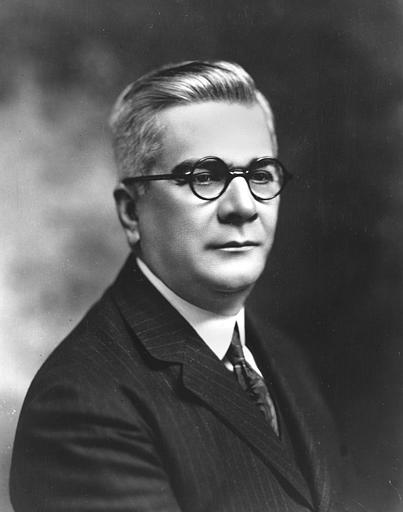
Gerardo Machado.

Las políticas autoritarias de Gerardo Machado y la Gran Depresión a partir de 1929 sumieron a Cuba en una crisis económica y social, en medio de la cual proliferaron los grupos de oposición. La presión y las manifestaciones del Directorio Estudiantil Universitario, la huelga general de agosto de 1933 (comenzó el 5 de agosto), actitud opuesta a Machado del embajador estadounidense Sumner Welles, y la pérdida del apoyo del Ejército Nacional obligaron a Machado a renunciar y huir de La Habana a Bahamas el 12 de agosto de 1933.
El jefe del Ejército del gobierno de Machado, Alberto Herrera y Franchi fue presidente de facto el 12 de agosto, pero no pudo sostenerse en el poder por falta de apoyo. El día 13 Carlos Manuel de Céspedes y Quesada encabezó un gobierno provisional el que incluyó en su gabinete a miembros del grupo opositor ABC. Otros grupos de la oposición de Machado estaban descontentos con el gobierno provisional, que para ellos representaba un compromiso inaceptable con el intervencionismo estadounidense. El 24 de agosto, el Directorio Estudiantil emitió un Manifiesto-Programa que denunciaba al ABC y planteaba diversas demandas, entre ellas la formación de un nuevo gobierno. 

### Antecedentes militares
Tras la caída de Machado, los militares percibieron su situación como precaria. Las fuerzas de oposición controlaron La Habana y se vengaron de los partidarios del régimen de Machado, incluidos algunos policías, soldados, y civiles acusados de abusos, torturas, y asesinatos; algunos fueron matados. El Ejército se mostró reacio a intervenir en esta situación por temor a que el público lo percibiera como un agente del antiguo régimen. El arresto de 50 soldados y 21 oficiales no satisfizo las demandas de reforma. 
Los críticos del gobierno de Céspedes, incluso dentro del ejército, acusaron que no estaba tomando medidas suficientes contra los partidarios de Machado dentro del ejército y que no había reincorporado a los oficiales que se habían opuesto a Machado. Esta situación exacerbó la tensión de larga data (relacionada con la edad, la clase y la raza) entre los rangos de oficiales.

## Conspiración
Un grupo de sargentos comenzó a reunirse en el Campamento Militar de Columbia en La Habana, formando la Unión Militar de Columbia. Su ambición de mejorar las condiciones en el ejército se expandió rápidamente a un plan de cambio de régimen. Este grupo, más tarde llamado la Junta de los Ocho, incluía al sargento taquígrafo Fulgencio Batista, y los sargentos José Eleuterio Pedraza, Manuel López Migoya, Juan Estévez, y Pablo Rodríguez Silverio (líder inicial de la sublevación, miembro de una “célula comunista” secreta en Columbia, desplazado de la jefatura por Batista), cabo Ángel Echeverría, y los soldados Ramón Cruz Vidal y Mario Alfonso Hernández.
El 19 de agosto de 1933 se llevó a cabo un funeral por el sargento Miguel Ángel Hernández y Rodríguez, capturado y asesinado por el gobierno de Machado en mayo de 1933. Esto le dio a Batista la oportunidad de hacer un discurso apasionado que demostró sus dotes de líder. En el funeral se reunió con el periodista Sergio Carbó, quien actuó como un contacto importante para él en el mundo civil. 
En agosto, el grupo de sargentos elaboró un manifiesto llamando a la dignidad, el respeto y los beneficios para los soldados y declarando el deber de los soldados de rebelarse. Batista pidió a la ABC, a la que pertenecía, que diera a conocer el manifiesto. El ABC, que se había establecido como parte del statu quo, se negó y Batista y otros abandonaron el grupo. 
Otras facciones dentro de las fuerzas armadas también estaban conspirando contra el gobierno de Céspedes, y algunos hablaron abiertamente en su contra. A medida que crecía el movimiento, los conspiradores se reunían en lugares más grandes, incluida la masónica Gran Logia de Cuba y un hospital militar. Estos preparativos se volvieron algo obvios, pero las reuniones continuaron ocurriendo con el pretexto de planificar proyectos para mejorar la calidad de vida de los hombres alistados. La acción tuvo lugar principalmente en La Habana, con alguna extensión a la provincia de Matanzas poco antes del golpe.

## Golpe de Estado

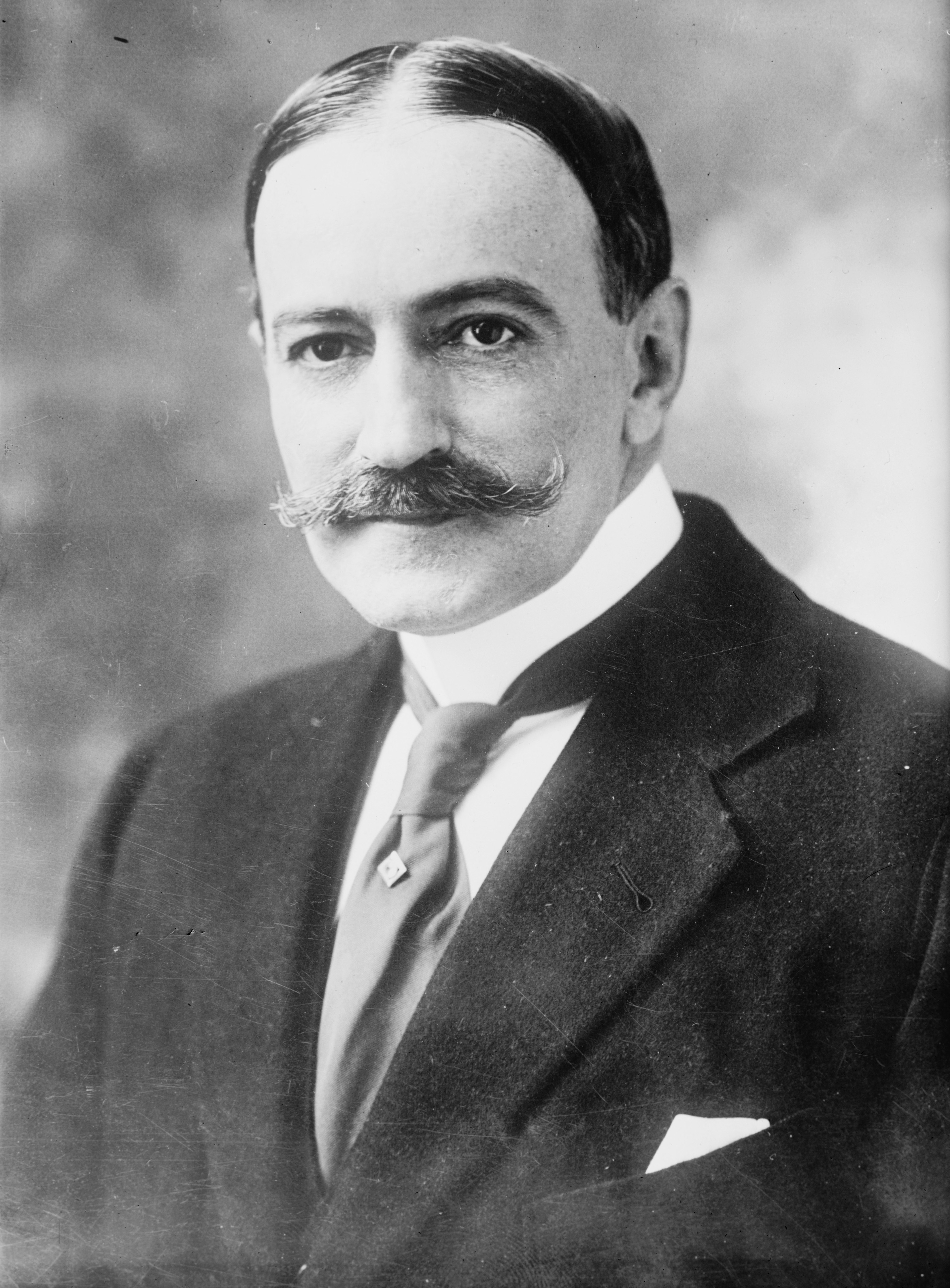
Carlos Manuel de Céspedes y Quesada.

Carlos Manuel de Céspedes y Quesada se encontraba en Cárdenas en la Provincia de Matanzas para inspeccionar la zona que había sido destrozada por un ciclón tropical (Ciclón de 1933 o Huracán Cuba-Brownsville), cuando se produjo el golpe de Estado.
Habíamos ganado mucha confianza; estuvimos a punto de derrocar a Céspedes; y este movimiento en Camp Columbia podría ser el vehículo para ese derrocamiento. Estas circunstancias nos impulsaron a ponernos en marcha. Partimos hacia Columbia para ver qué estaba pasando, para averiguar qué debíamos hacer y para ver qué podíamos lograr.
Cuando partimos para Columbia, no pensábamos ni remotamente —a pesar del determinismo psicológico que pronto se hará evidente— que los sargentos constituirían la solución definitiva al conflicto militar que Machado había dejado atrás. Quizá —lo sentimos más o menos inconscientemente— ésta sea una oportunidad para derribar el régimen plattista impuesto por el embajador Welles y, tras un brevísimo paso intermedio, logremos una fórmula fácil de feliz ajuste al aparato de Estado.

-Activista estudiantil Justo Carrillo
El 3 y 4 de septiembre, algunos de los oficiales de menor rango en el Campamento Militar de Columbia, en La Habana, plantearon directamente cuestiones de salarios atrasados y ascensos militares. El 4 de septiembre, el capitán Mario Torres Menier se presentó en una reunión de clases y soldados en el Campamento de Columbia como observador, enviado por los oficiales superiores. Batista le permitió entrar. Los soldados hicieron sus quejas con creciente entusiasmo; Torres Menier se retiró a consultar con sus superiores. Se programó otra reunión para las 8:00 p. m.. Mientras tanto, los líderes del golpe reunieron a sus partidarios. Batista contactó a Carbó y consiguió el apoyo de Juan Blas Hernández, un jefe rebelde que se opuso a Machado durante dos años. La reunión de esa noche tuvo lugar en un teatro. Los oficiales superiores habían sido excluidos. Batista habló desde el escenario, declarando: 
De ahora en adelante, no obedezcas las órdenes de nadie más que las mías. Los sargentos primeros deben tomar inmediatamente el control de sus respectivas unidades militares. Si no hay sargento primero, o éste se niega a tomar el mando, debe hacerlo el sargento mayor. Si no hay sargento, cabo. Si no hay cabo dispuesto, entonces un soldado, y si no, entonces un recluta. Las unidades deben tener una persona al mando y debe ser un soldado raso. 
Así, los sargentos tomaron el control indiscutible de los cuarteles de Columbia y pronto establecieron comunicaciones con oficiales simpatizantes en otras ciudades. Miembros del Pro Ley y Justicia, ABC Radical, y del Directorio Estudiantil Universitario (DEU), comenzando por José Leyva, Ramiro Valdés Daussá, Juan Antonio Rubio Padilla, Carlos Prío Socarrás, Rubén de León y Justo Carrillo, llegaron al cuartel y se unieron a los sublevados. Se creó la Agrupación Revolucionaria de Cuba, presidida por Carlos Prío. Mientras el presidente Céspedes estaba fuera de La Habana para inspeccionar los daños causados por el huracán, los rebeldes obligaron a los funcionarios gubernamentales restantes en La Habana a abandonar sus puestos.
Luego emitieron una proclamación anunciando que tenían el control del país y establecieron una Pentarquía. Luego del regreso del presidente Céspedes el 5 de septiembre, miembros de la Junta llegaron a su oficina y le informaron que iban a recibir de él el gobierno. Influido por el hecho que los golpistas contaban con la lealtad del ejército cubano, Céspedes no opuso resistencia al golpe de Estado y abandonó el palacio presidencial.

## Junta de Gobierno
La junta de oficiales y estudiantes proclamó que había tomado el poder para cumplir los fines de la revolución; describió brevemente un programa que incluía la reestructuración económica, el castigo a los infractores, el reconocimiento de la deuda pública, la creación de tribunales, el reordenamiento político y cuantas otras acciones fueran necesarias para construir una nueva Cuba basada en la justicia y la democracia. 
Tanto Grau como el sargento Batista visitaron al embajador estadounidense Sumner Welles el 5 de septiembre para buscar el apoyo de EE. UU. a la Pentarquía (gobierno de facto de 5 miembros, incluido Ramón Grau San Martín, pero no Batista; 5 al 10 de septiembre) y conocer su posición. El pentarca Sergio Carbó a cargo de la Secretaría de Guerra y Marina ascendió a Batista a coronel jefe del Ejército en el Decreto No. 1538 del 8 de septiembre de 1933, sin consultar con los demás pentarcas. Batista designó a Pablo Rodríguez como jefe del Campamento Militar de Columbia, y miembros de la Junta de los Ocho fueron ascendidos a grados de capitán a teniente coronel. El 10 de septiembre Batista y el Directorio Estudiantil designaron a Grau como presidente, reemplazando a la Pentarquía. El golpe del 4 de septiembre había desplazado a unos 900 oficiales del mando. De estos, 200 se reincorporaron a las fuerzas armadas bajo Batista; 300 se jubilaron, exiliaron o fueron encarcelados; y unos 400 se amotinaron en el Hotel Nacional para intentar tomar el poder. Por coincidencia, el depuesto jefe del Ejército, mayor general Julio Sanguily Echarte nombrado por el expresidente Céspedes, se encontraba en el hotel convaleciente de una operación de úlcera péptica perforada. Los sargentos y soldados consolidaron su poder sobre los oficiales sublevados en la Batalla del Hotel Nacional el 2 de octubre de 1933, en la que los oficiales en el hotel se rindieron después de 11 horas de pelea y de sufrir el bombardeo al hotel por el buque Patria (dañó varios pisos), con saldo de 14 oficiales muertos (algunos después de rendirse) y 17 heridos. Las tropas de Batista (3000) tuvieron unos 80 muertos y 200 heridos (militares y civiles), según reportó Sumner Welles a su gobierno; un civil estadounidense fue muerto por accidente. El Gobierno de los Cien Días formado el 10 de septiembre de 1933, emitió una serie de medidas reformistas, pero nunca obtuvo el reconocimiento diplomático de los Estados Unidos. Grau renunció a la presidencia el 15 de enero de 1934 bajo la presión de Batista y Jefferson Caffery, enviado especial del presidente estadounidense, y embajador desde el 23 de febrero de 1934, sustituyendo a Sumner Welles (embajador hasta el 13 de diciembre de 1933). En 1934, Batista como jefe del Ejército pasó a retiro al comandante Pablo Rodríguez Silverio (1897-1987; fue en 1934 jefe de los ayudantes del presidente Grau en el palacio presidencial. Se exilió en 1968 y murió en Miami) alegando insubordinación de este, y el capitán Mario Alfonso Hernández, miembro de la Junta de los Ocho y jefe del Regimiento Militar de Pinar del Río, fue matado en su casa en esa provincia por el capitán Manuel Benítez Valdés (1910-2003; alias El Bonito, segundo teniente del ejército de Machado, general de brigada y jefe de la policía cubana en 1941-1944; destituido por el presidente Batista en 1944 por conspiración para dar un golpe de Estado, futuro senador. Murió en Miami), enviado por Batista por una supuesta conspiración de Mario contra él.